# 정경순 (작가)
정경순은 대한민국의 텔레비전 드라마 작가이다. 

## 드라마
- 2002년 SBS 드라마스페셜 《정》 ... 공동집필
- 2010년 SBS 월화 특별기획 드라마 《자이언트》 ... 공동집필
- 2012년 SBS 월화 미니시리즈 《샐러리맨 초한지》 ... 공동집필
- 2013년 SBS 주말 미니시리즈 《돈의 화신》 ... 공동집필
- 2013년 ~ 2014년 MBC 월화 특별기획 드라마 《기황후》 ... 공동집필
- 2016년 MBC 월화 특별기획 드라마 《몬스터》 ... 공동집필
- 2019년 SBS 금토 미니시리즈 《배가본드》 ... 공동집필

## 도서
- 2012년 도서 《샐러리맨 초한지》
- 2013년 도서 《기황후》

## 크리에이터
- 2022년 MBC 금토 미니시리즈 《빅 마우스》 ... 크리에이터